# Katrín Jakobsdóttir
Katrín Jakobsdóttir (ur. 1 lutego 1976 w Reykjavíku) – islandzka polityk, przewodnicząca Ruchu Zieloni-Lewica (2013–2024), posłanka do Althingu, minister edukacji, nauki i kultury oraz minister do spraw współpracy nordyckiej (2009–2013), premier Islandii w latach 2017–2024.

## Życiorys
Ukończyła w 1999 studia w dziedzinie literatury islandzkiej na Uniwersytecie Islandzkim, magisterium na podstawie pracy poświęconej twórczości Arnaldura Indriðasona uzyskała w 2004. Współpracowała z telewizją RÚV, pracowała także na macierzystej uczelni i w jednym z domów wydawniczych.
Zaangażowała się w działalność polityczną w ramach Ruchu Zieloni-Lewica. W latach 2002–2003 była przewodniczącą jej organizacji młodzieżowej. W 2003 została wiceprzewodniczącą ruchu, a w 2013 zastąpiła Steingrímura J. Sigfússona na funkcji przewodniczącego partii. W latach 2002–2006 działała w stołecznym samorządzie, pracując w komisji edukacji. W 2007 po raz pierwszy uzyskała mandat posłanki do Althingu. Z powodzeniem ubiegała się o reelekcję w wyborach w 2009, 2013, 2016, 2017 i 2021.
W latach 2009–2013 była ministrem edukacji, nauki i kultury oraz ministrem do spraw współpracy nordyckiej w rządzie Jóhanny Sigurðardóttir. W listopadzie 2016, po nieudanej próbie sformowania koalicji podjętej przez Bjarniego Benediktssona, misja utworzenia nowego rządu przypadła Katrín Jakobsdóttir. Po tygodniu polityk z niej jednak zrezygnowała wobec niemożności uzyskania parlamentarnej większości. W listopadzie 2017, po kolejnych wyborach, ponownie otrzymała misję utworzenia nowego gabinetu.
Po kilku tygodniach negocjacji jej ugrupowanie zakończyło negocjacje koalicyjne z Partią Niepodległości urzędującego premiera Bjarniego Benediktssona, posiadającą najliczniejszy klub poselski, a także z Partią Postępu. 30 listopada 2017 Katrín Jakobsdóttir objęła urząd premiera, tego samego dnia jej gabinet rozpoczął urzędowanie. W wyborach w 2021 jej ugrupowanie zajęło trzecie miejsce za dotychczasowymi koalicjantami; trzy współrządzące partie zdecydowały się następnie kontynuować współpracę. Katrín Jakobsdóttir pozostała na stanowisku premiera, a jej nowy gabinet rozpoczął urzędowanie 28 listopada 2021.
Na początku kwietnia 2024, w związku z deklaracją kandydowania w rozpisanych na czerwiec tegoż roku wyborach prezydenckich, złożyła rezygnację ze stanowiska premiera. 9 kwietnia na urząd premiera powołany został Bjarni Benediktsson. Katrín Jakobsdóttir zrezygnowała również z przywództwa w partii i mandatu poselskiego. W wyborach prezydenckich zajęła drugie miejsce z wynikiem 25% głosów, przegrywając z Hallą Tómasdóttir.

## Życie prywatne
Katrín Jakobsdóttir jest mężatką, ma trójkę dzieci.